# Смолянка (Гомельская область)
Смолянка (бел. Смалянка) — деревня в Дудичском сельсовете Калинковичского района Гомельской области Белоруссии.

## География
В 8 км на северо-восток от районного центра и железнодорожной станции Калинковичи (на линии Гомель — Лунинец), 118 км от Гомеля.
Кругом мелиоративные каналы.

## История
Основана в начале XX века переселенцами из соседних деревень. В 1931 году жители вступили в колхоз, действовала начальная школа (в 1935 году 65 учеников). Во время Великой Отечественной войны в мае-июне 1944 года в деревне размещались жители из деревни Горохово, которая находилась в прифронтовой полосе. 31 житель погиб на фронте. Согласно переписи 1959 года в составе совхоза «Калинковичский» (центр — деревня Горочичи), располагался фельдшерско-акушерский пункт. До 15 января 1996 года в составе Горочичского сельсовета.

## Население
- 1959 год — 328 жителей (согласно переписи).
- 2004 год — 32 хозяйства, 64 жителя.

## Транспортная сеть
Транспортные связи по просёлочной, затем автомобильной дороге Гомель — Лунинец. Планировка состоит из прямолинейной улицы, ориентированной с юго-востока на северо-запад, имеет отвлетвления на восток и на запад. Застройка неплотная, деревянная усадебного типа.